# 莫斯季謝 (佩列梅什利亞內區)
49°40′48″N 24°18′18″E / 49.68000°N 24.30500°E
莫斯季謝（烏克蘭語：Мостище），是烏克蘭西部的村莊，隸屬利維夫州的利維夫區。該村面積1.18平方公里，海拔高度309米，2001年人口57，人口密度每平方公里48.31人。